# Катрин Тейт
Катрин Тейт (на английски: Catherine Tate, родена Катрин Форд) е английска актриса, писателка и комедиантка. Има множество награди за работата ѝ по скеч-комедията Шоуто на Катрин Тейт, била е номинирана за международна награда „Еми и седем пъти за наградите на БАФТА. През 2006 година Тейт играе Дона Нобъл в коледното издание на научнофантастичния сериал Доктор Кой, като след това става спътница на Доктора в четвърти сезон. През 2011 г. играе ролята на Нели Бертрам в американската версия на британския сериал Офисът.

## Биография
Катрин Тейт е родена на 12 май 1968 г. в квартала Блумсбъри в Лондон.
Родителите на Тейт се разделят, когато тя е само на 6 месеца, затова е възпитана от майка си Джоузефин и баба си. Тейт е учила в католическото девическо училище Нотр Дам на юг от Лондон. Получава висшето си образование в Централната школа по риторика и драма към Лондонския университет, където я приемат едва след четири опита.
Участва в постановки на Кралския национален театър и изкарва година в Кралската Шекспирова трупа.